# 阿爾賈姆杜
阿爾賈姆杜（英語：Aljamdu）是西非國家甘比亞西部的城鎮，位於北岸區的上紐米。根據2008年所做的人口調查數據顯示，居住於阿爾賈姆杜的總人口數量為1,100人。